# Gustav Groß (Politiker, 1825)
Friedrich Gustav Groß (* 5. April 1825 in Hohenleuben; † 22. Dezember 1878 ebenda) war ein deutscher Webermeister und Politiker.

## Leben
Groß war der Sohn des Glasermeisters Christian Gottlob Groß und dessen Ehefrau Anna Rosina geborene Hösselbarth. Groß, der evangelisch-lutherischer Konfession war, heiratete am 10. Januar 1854 in Hohenleuben Emma Keller (* 30. März 1829 in Hohenleuben; † 26. April 1869 ebenda), die Tochter des Strumpfwirkers Christian Friedrich Wilhelm Kellner. Gottlob Groß ist sein Bruder.
Groß machte eine Weberlehre und war Webermeister und zuletzt Schnittwarenhändler in Hohenleuben.
Vom 29. Oktober 1874 bis zum 1. November 1876 war er Mitglied im Landtag Reuß jüngerer Linie.